# Hedvig Eleonora Stenbock
Hedvig Eleonora Stenbock, född 1655, död 1714, var en svensk hovdam.

## Biografi
Hedvig Eleonora Stenbock var dotter till rikstygmästaren greve Erik Stenbock och syster till Magdalena Stenbock, samt släkt med drottning Katarina Stenbock. Som kvinna fick Hedvig en ovanligt bra utbildning och hon talade franska, tyska och italienska, vilket bland annat ledde till tjänsten som kammarfröken hos riksänkedrottning Hedvig Eleonora.
Hedvig Eleonora Stenbock förorsakade en uppmärksammad rangstrid vid hovet, då hon krävde företräde i etiketten framför drottningens andra hovdam, Ingeborg Gyllenstierna, syster till Johan Göransson Gyllenstierna: "på den grund att hon var dotter af en grefve och riksråd, hvaremot Ingeborg blott var dotter af en baron, amiral och landshöfding", även om Ingeborg var äldre och hade varit anställd längre. Riksänkedrottningen avgjorde striden till fröken Stenbocks fördel: "och blef denna etikettstrid första anledningen till att reduktionen allvarligare och hastigare utfördes" av Johan Gyllenstierna, som då blivit hennes fiende vid hovet. Hedvig Eleonora Stenbock hade därmed lyckats åstadkomma en förändring i hovetiketten.
Hedvig Eleonora Stenbock var centrum för flera liknande konflikter vid hovet. År 1681 blev Margareta Hedvig von Parr hovmästarinna hos ett av kungabarnen (Hedvig Sofia). Hon hade varit gift med fältmarskalken Simon Grundel-Helmfeldt från Tyskland, som blivit adlad år 1653. Hedvig Eleonora Stenbock blev så förolämpad över att Margareta Hedvig von Parr fått företräde i rang, att hon trampade på hennes släp under kungabarnets dopceremoni. Margareta Hedvig von Parr klagade hos riksänkedrottningen som vägrade ta ställning. Då drottningen senare konfronterade fröken Stenbock svarade denna bryskt: "Det är illa nog att lorten har kommit ibland äpplen".
Hedvig Eleonora Stenbock gifte sig med Nicodemus Tessin den yngre den 15 juni 1689. Äktenskapet skedde mot riksänkedrottningens och familjen Stenbocks vilja, eftersom Tessin som var nyadlad ej ansågs fin nog, dock hade han kungens godkännande.
En medalj av Hedlinger slogs till hennes minne.